# 31 août dans les chemins de fer
31 juillet 31 septembre
Chronologies thématiques
- Croisades
- Sports
- Disney

Cette page concerne les événements qui se sont déroulés un 31 août dans les chemins de fer.

## Événements

### XIXesiècle
- 1860. France : déclaration d'utilité publique de la Ligne de Grenoble à Montmélian

### XXesiècle
- 1937. France : signature de la convention entre l'État et les grandes compagnies (Est, Nord, Midi, Paris-Orléans et Paris-Lyon-Méditerranée) qui crée la Société nationale des chemins de fer français, société publique de droit privé d'une durée de 45 ans à partir du 1er janvier 1938. Les différents réseaux sont transformés en « régions ». L'ancien matériel restera en principe attaché à sa région (le marquage comporte un numéro de région) mais les nouveaux matériels seront « unifiés » : ils pourront être affectés indifféremment à toute région.

- 1985 : en gare d'Argenton-sur-Creuse dans l'Indre, deux voitures d'un train Corail effectuant un trajet de Paris à Port-Bou déraillent au moment où passe un train postal effectuant une liaison entre Brive et Paris. Ces deux voitures s'encastrent dans la locomotive du train postal. Le bilan est de 43 morts et 37 blessés. Cet accident est dû à une vitesse excessive du train Corail qui roulait à 100 km/h dans une zone limitée à 30 ce qui conduisit le chauffeur à freiner brusquement entraînant donc le déraillement.

- 1992:
  - France : mise en service à Lyon de MAGGALY, système de pilotage automatique intégral, sur la ligne D du métro de Lyon.
  - France : premier déraillement à 270 km/h d'un TGV. L'accident s'est produit en gare de Macon-Loché, plusieurs personnes qui attendaient sur le quai sont légèrement blessées.

- 1998. Chine : début des travaux de construction de la ligne Canton-Haïnan via le port de Zhanjiang